# تپه زاپن
تپه زاپن مربوط به عصر آهن دو وIII- دوره اشکانیان است و در شهرستان نهاوند، بخش خزل، روستای ده موسی واقع شده و این اثر در تاریخ ۲۴ اسفند ۱۳۸۳ با شمارهٔ ثبت ۱۱۴۴۳ به‌عنوان یکی از آثار ملی ایران به ثبت رسیده است.